# Bosque de Portugal

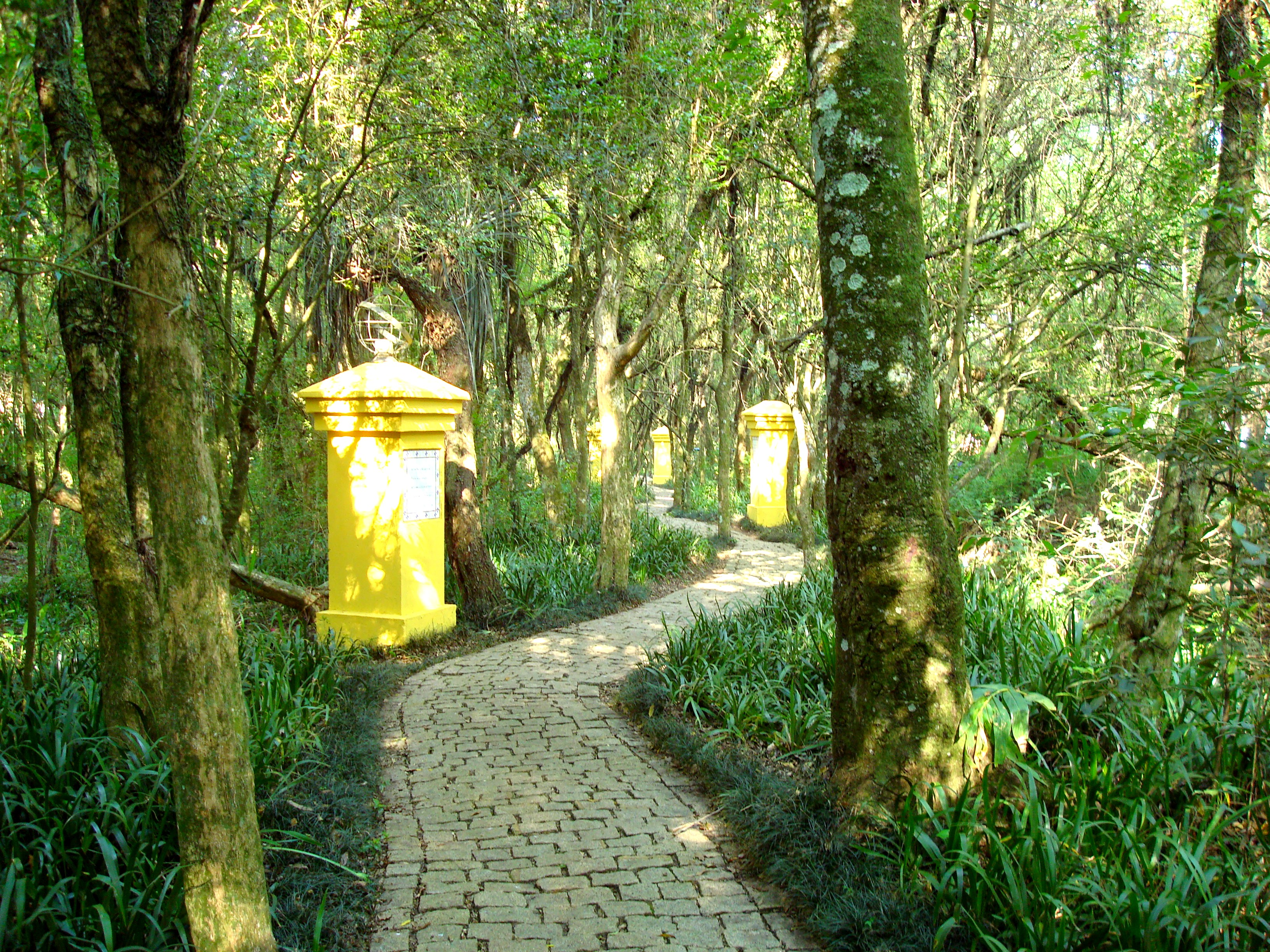
Alameda de piedra y algunos de los pilares que homenajean a poetas lusófonos.

El Bosque de Portugal es un parque público de la ciudad brasileña de Curitiba, capital del estado de Paraná. Se encuentra en el barrio Jardim Social y su acceso es a través de la rua Fagundes Varela.
El Bosque, con 20,85 mil m² de área verde, cuenta con una alameda que atraviesa un área de selva nativa. Alberga el Memorial de la Lengua Portuguesa, que homenajea a los inmigrantes portugueses en Brasil y a los ocho países que tienen al portugués como idioma oficial: Portugal, Brasil, San Tomé y Príncipe, Mozambique, Angola, Cabo Verde, Guinea Bissau y Timor Oriental. Su inauguración, el 19 de marzo de 1994, contó con la presencia del entonces presidente de Portugal Mário Soares, y del entonces prefecto de Curitiba Rafael Greca de Macedo. Originalmente eran siete las naciones representadas en pilares, pero luego de la independencia de Timor Oriental, este país también fue homenajeado con un pilar construido en 2007.

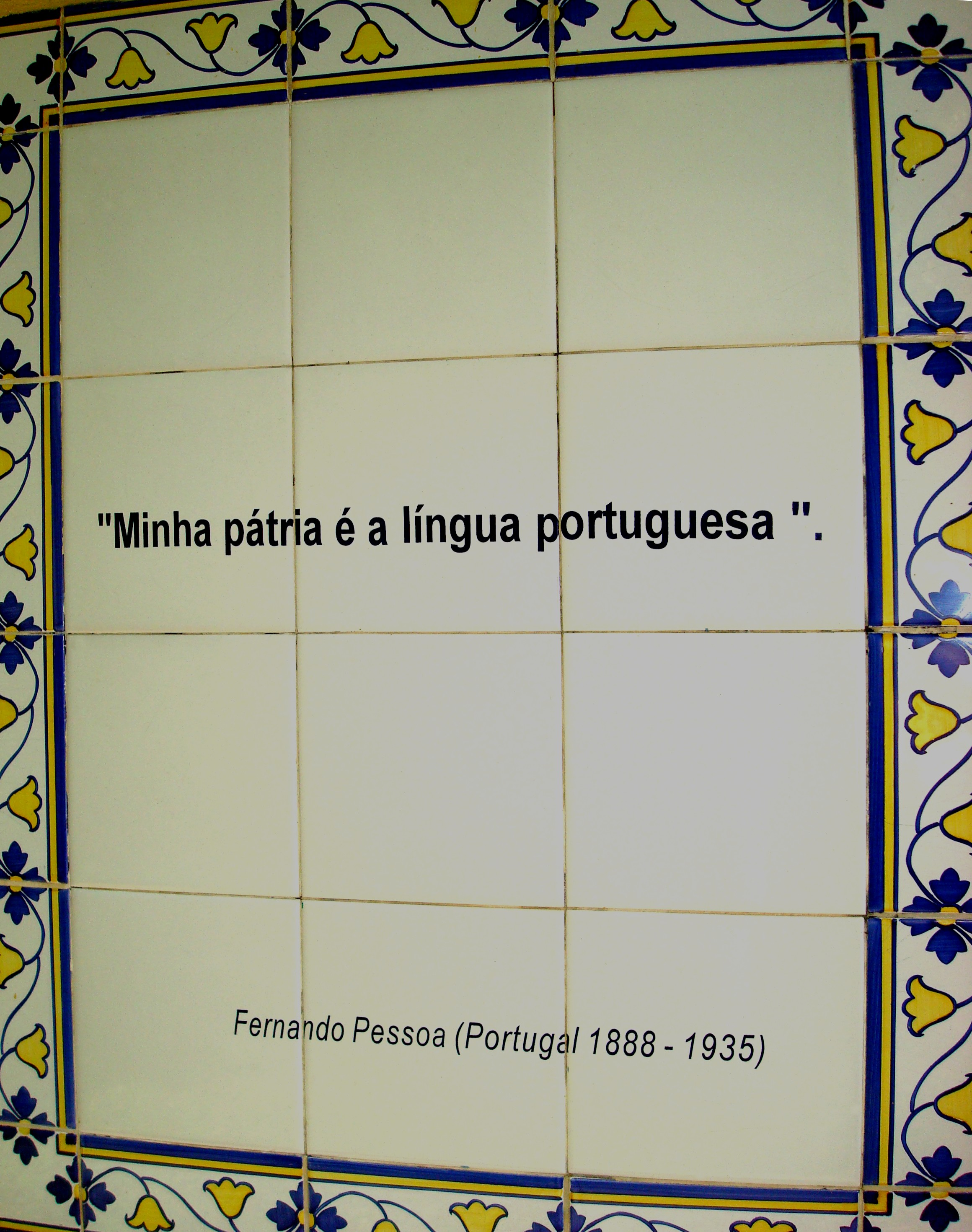
Fernando Pessoa es uno de los homenajeados.

## Atracciones
En el camino que recorre el bosque, hay 22 pilares que lucen réplicas de azulejos en los que están grabados algunos versos de los grandes poetas de la lengua portuguesa. Son versos de Luís de Camões, Gregório de Matos, Camilo Pessanha y de otros poetas ilustres del siglo XVI al siglo XX. El bosque tiene además un área de esparcimiento con pista de atletismo. El río Tarumã corre paralelo al camino. Anexo al bosque también hay una organización scout llamada Grupo Escoteiro São Luiz de Gonzaga, que desde la década de 1980 desarrolla programas para la preservación tanto del río como del bosque en general.